# Cupido minereus
Cupido minereus är en fjärilsart som beskrevs av Fabricius 1787. Cupido minereus ingår i släktet Cupido och familjen juvelvingar. Inga underarter finns listade i Catalogue of Life.